# Wieluń (gmina)
Wieluń est une gmina mixte du powiat de Wieluń, Łódź, dans le centre de la Pologne. Son siège est la ville de Wieluń, qui se situe environ 88 km au sud-ouest de la capitale régionale Łódź.
La gmina couvre une superficie de 131,2 km2 pour une population de 32 882 habitants.

## Géographie
Outre la ville de Wieluń, la gmina inclut les villages de Bieniądzice, Borowiec, Chodaki, Dąbrowa, Gaszyn, Jodłowiec, Kadłub, Klusiny, Krajków, Kurów, Ludwina, Małyszyn, Masłowice, Mokrosze, Nowy Świat, Olewin, Piaski, Ruda, Rychłowice, Sieniec, Srebrnica, Starzenice, Turów, Urbanice, Widoradz, Widoradz Dolny et Zwiechy.
La gmina borde les gminy de Biała, Czarnożyły, Mokrsko, Osjaków, Ostrówek, Pątnów, Skomlin et Wierzchlas.